# Dictionary of Medieval Names from European Sources
El Dictionary of Medieval Names from European Sources (lit. ‘Diccionari de Noms Medievals de Fonts Europees’, abreujat DMNES) és un diccionari en anglès que conté tots els noms medievals de persones registrats en fonts europees, escrites entre el 500 i el 1600. Cada entrada incorpora la forma estàndard, el gènere, l'etimologia i els homònims medievals, així com citacions de la literatura medieval, proximitats geogràfiques, cronologia, variants i informació complementària.
El desenvolupament del diccionari està previst en dues fases. La primera inclou fonts de Gran Bretanya, Islàndia, Escandinàvia, Ibèria, Itàlia, França, Alemanyai Hongria. La segona és la relacionada amb fonts de l'Europa de l'Est, que engloba països com Romania, Grècia, Polònia, Rússia, Ucraïna i els estats bàltics.
El diccionari ha estat desenvolupat per Sara L. Uckelman, professora de lògica i filosofia del llenguatge de la Universitat de Durham, juntament amb un equip d'acadèmics europeus. És considerat un bon recurs per als pares que volen trobar noms poc emprats per als seus fills. Es pot consultar a internet i permet consultar els noms per ordre alfabètic o cercar-ne un d'específic.